# Прєдєл-Е
Прєдєл-Е (рос. Предел-Э) — російська мобільна берегова загоризонтна РЛС підвищеної прихованості ЗС РФ.

## Історія створення
МБРЛС ЗГВ "Предел-Э" публічно у РФ демонструється з 2017 р. з виставки "Армия-2017". Також її активно демонстрували й у наступні роки.
Прототип представлено у 2021 році на 10 Військово-морському салоні. 
Вперше готовий комплекс презентований у червні 2023 року.

## Конструкція та параметри
Вартість: $200 млн (2023).
Заявлений радіус виявлення кораблів: 400 км. (Було вказано, що це досягнуто завдяки використанню ефекту аномального розповсюдження радіохвиль, яке відбувається у приводяному шарі атмосфери у так званому "волноводі випарення").
"Прєдєл-Е" розроблено для оснащення постів берегової системи моніторингу надводної та повітряної обстановки на відстанях, що перевищують радіогоризонт, з метою контролю території та виявлення порушення кордонів. Мобільна берегова РЛС "Прєдєл-Е" призначена для виявлення, супроводу та видачі цілевказівок по надводним і низьколітаючим повітряним цілям. Система використовує активні фазовані антенні решітки (АФАР) та інші технології, які, за даними розробника, дозволяють збільшувати дальність виявлення у 10-15 раз у порівнянні з дальністю радіогоризонту. Треба підкреслити, що точні параметри цієї РЛС засекречені.

## Бойове застосування
РЛС "Прєдєл-Е" використовують ЗС РФ з 2023 року. 28 серпня 2023 зафіксовано перший випадок знищення "Прєдєл-Е". Відбулось це в Херсонській області. Одночасно з "Прєдєл-Е" був знищений мобільний комплекс РЕБ "Леєр-2".